# Laufen-Uhwiesen
Laufen-Uhwiesen (gzu. Lauffe-Uewise) – miejscowość i gmina (Politische Gemeinde) w północnej Szwajcarii, w kantonie Zurych, w okręgu (Bezirk) Andelfingen. Leży nad Renem.
Gmina została po raz pierwszy wspomniana w dokumentach w 858 roku jako ad Laufin. W 1290 została wspomniana jako ze Uwisan.

## Demografia
W Laufen-Uhwiesen mieszka 1781 osób. W 2021 roku 13,8% populacji gminy stanowiły osoby urodzone poza Szwajcarią.
W 2000 roku 97% populacji mówiło w języku niemieckim, 0,8% w języku angielskim, a 0,4% w języku francuskim.

Zmiany w liczbie ludności na przestrzeni lat przedstawia poniższy wykres:

## Transport
Przez teren gminy przebiegają autostrada A4 oraz droga główna nr 15.